# Halowe Mistrzostwa Europy w Łucznictwie 2010
12. Halowe Mistrzostwa Europy w Łucznictwie odbyły się w dniach 16–21 marca 2010 w Poreču. Były to pierwsze mistrzostwa Europy rozgrywane w Chorwacji.
Polska wywalczyła dwa medale. Najlepszą seniorką w łuku bloczkowym została Anna Stanieczek, a brąz juniorek w łuku klasycznym zdobyła drużyna w składzie Natalia Leśniak, Paula Wyczechowska, Aleksandra Wojnicka.

## Klasyfikacja medalowa
| Lp. | Państwo   | Złoto | Srebro | Brąz | Razem |
| 1   | Włochy    | 3     | 5      | 2    | 10    |
| 2   | Rosja     | 3     | 4      | 4    | 11    |
| 3   | Ukraina   | 2     | 2      | 2    | 6     |
| 4   | Holandia  | 1     | 1      | 1    | 3     |
| 5   | Chorwacja | 1     | 1      | 0    | 2     |
| 5   | Turcja    | 1     | 1      | 0    | 2     |
| 7   | Francja   | 1     | 0      | 1    | 2     |
| 7   | Polska    | 1     | 0      | 1    | 2     |
| 9   | Belgia    | 1     | 0      | 0    | 1     |
| 9   | Szwecja   | 1     | 0      | 0    | 1     |
| 11  | Dania     | 0     | 1      | 2    | 3     |
| 12  | Norwegia  | 0     | 1      | 0    | 1     |
| 13  | Hiszpania | 0     | 0      | 2    | 2     |
| 14  | Gruzja    | 0     | 0      | 1    | 1     |

## Medaliści

### Seniorzy

#### Strzelanie z łuku klasycznego
| Konkurencja:           | Złoto:                                                            | Srebro:                                                        | Brąz:                                                                 |
| indywidualnie kobiet   | Natalia Valeeva                                                   | Coby Hurkmans                                                  | Natalia Erdynijewa                                                    |
| indywidualnie mężczyzn | Sebastian Rohrberg                                                | Michele Frangilli                                              | Markijan Iwaszko                                                      |
| drużynowo kobiet       | Ukraina · Nina Mylczenko · Wiktoria Kowal · Tetiana Doroczowa     | Włochy · Natalia Valeeva · Elena Tonetta · Pia Carmen Lionetti | Gruzja · Kristine Esebua · Chatuna Narimanidze · Asmat Diasamidze     |
| drużynowo mężczyzn     | Włochy · Michele Frangilli · Massimiliano Mandia · Marco Galiazzo | Ukraina · Markijan Iwaszko · Wiktor Ruban · Walentin Czawtura  | Francja · Jean-Charles Valladont · Olivier Tavernier · Damien Pigeaud |

#### Strzelanie z łuku bloczkowego
| Konkurencja:           | Złoto:                                                                 | Srebro:                                                   | Brąz:                                                             |
| indywidualnie kobiet   | Anna Stanieczek                                                        | Ivana Buden                                               | Wiktoria Balczanowa                                               |
| indywidualnie mężczyzn | Sergio Pagni                                                           | Morten Boe                                                | Peter Elzinga                                                     |
| drużynowo kobiet       | Chorwacja · Ivana Buden · Tanja Zorman · Lana Koller Fundelić          | Włochy · Laura Longo · Eugenia Salvi · Amalia Stucchi     | Rosja · Wiktoria Balczanowa · Albina Łoginowa · Natalia Awdiejewa |
| drużynowo mężczyzn     | Francja · Christophe Doussot · Pierre Julien Deloche · Dominique Genet | Włochy · Sergio Pagni · Herian Boccali · Antonio Carminio | Dania · Patrick Laursen · Martin Damsbo · Nicklas Friese          |

### Juniorzy

#### Strzelanie z łuku klasycznego
| Konkurencja:           | Złoto:                                                             | Srebro:                                                      | Brąz:                                                               |
| indywidualnie kobiet   | Zoe Gobbels                                                        | Begunhan Elif Unsal                                          | Inna Stepanowa                                                      |
| indywidualnie mężczyzn | Sermet Cinar                                                       | Bolot Cybżytow                                               | Jewchen Marczenko                                                   |
| drużynowo kobiet       | Ukraina · Swietłana Golianowa · Lidia Siczenikowa · Maria Kuryliak | Rosja · Sajana Cyrempiłowa · Inna Stepanowa · Tatiana Segina | Polska · Natalia Leśniak · Paula Wyczechowska · Aleksandra Wojnicka |
| drużynowo mężczyzn     | Holandia · Rick van der Ven · Rick Van den Oever · Tim Freriks     | Rosja · Bolot Cybżytow · Bair Cybekdorzhiew · Jurij Garmajew | Włochy · Lorenzo Giori · Luca Melotto · Luca Mancione               |

#### Strzelanie z łuku bloczkowego
| Konkurencja:           | Złoto:                                                                         | Srebro:                                                        | Brąz:                                                                                  |
| indywidualnie kobiet   | Mimmi Eriksson                                                                 | Diana Tontojewa                                                | Sarah Sönnichsen                                                                       |
| indywidualnie mężczyzn | Dmitrij Kożyn                                                                  | Luca Fanti                                                     | Luis Miguel Aguado                                                                     |
| drużynowo kobiet       | Rosja · Diana Tontojewa · Swietłana Czerkaszniewa · Jekatierina Korobiejnikowa | Ukraina · Ksenia Szkliar · Wiktoria Diakowa · Julia Moskalenko | Włochy · Anastasia Anastasio · Giulia Cavaleri · Sara Frasson                          |
| drużynowo mężczyzn     | Rosja · Dmitrij Kożyn · Denis Segin · Chingese Rinchino                        | Dania · Mads Knudsen · Mads Juul Krogshede · Claus Frantzen    | Hiszpania · Luis Migiel Aguado · Alejandro Rosado Alindado · Francisco Javier Valverde |